# Sœurs de la Miséricorde de Saint Gérard
Les sœurs de la Miséricorde de Saint Gérard sont une congrégation religieuse féminine hospitalière et enseignante de droit pontifical.

## Historique
Louis Talamoni (1848-1926) est un prêtre de Monza qui se dédie aux soins à domicile des malades pauvres, il est particulièrement aidé dans cette tâche par Marie Biffi Levati (1835-1905) ainsi que Rose Gerson et Stella Dell'Orto ; pour étendre l'œuvre à un plus grand nombre de nécessiteux, le prêtre demande aux petites Sœurs des pauvres de Milan d'ouvrir aussi une maison dans la Brianza mais elles n'ont pas la possibilité d'accepter.
Talamoni fonde une nouvelle congrégation le 25 mars 1891 à Monza sous le patronage de Notre-Dame de la Miséricorde de Savone et de saint Gérard de Tintori. Les premières sœurs de la congrégation sont Rose Gerson et Stella Dell'Orto ; Marie Biffi Levati est considérée comme cofondatrice bien qu'elle n'ait pas embrassé la vie religieuse mais soutenu et financé l'œuvre dès le début.
Mgr Andrea Carlo Ferrari, archevêque de Milan leur conseille d'élargir leur champ d'activité à l'enseignement et aux soins des orphelins et approuve la congrégation le 18 mars 1902. L'institut reçoit le décret de louange le 15 février 1942, il est définitivement approuvé par le Saint-Siège le 10 mai 1948.

## Activité et diffusion
Les sœurs se dédient aux soins des malades et des personnes âgées en particulier dans les cliniques et maisons de retraite gérées par la congrégation mais aussi l'enseignement dans les écoles maternelles.
Elles sont principalement en Lombardie mais aussi en Suisse et au Togo. 
La maison généralice est à Monza.
En 2017, la congrégation comptait 57 sœurs dans 15 maisons.